# Vlădeni (gmina Corlăteni)
Vlădeni – wieś w Rumunii, w okręgu Botoszany, w gminie Corlăteni. W 2011 roku liczyła 509 mieszkańców.